# لکسوس ال‌سی
لکسوس ال‌سی (انگلیسی: Lexus LC; ژاپنی: レクサス・LC, Rekusasu LC) یک خودروی گرند تورر است که توسط شرکت لکسوس، تولیدکنندهٔ خودروهای لوکس تویوتا، تولید می‌شود. این خودرو که بر پایه خودروی ال‌اف-ال‌سی ساخته شده‌است، نخستین بار در نمایشگاه بین‌المللی خودروی آمریکای شمالی سال ۲۰۱۶ در دیترویت رونمایی شد. این خودرو جایگزین مدل اس‌سی شد که از سال ۲۹۹۱ تا ۲۰۱۰ به تولید رسیده‌بود. ال‌سی نخستین مدل لکسوس است از پلتفرم جی‌ای-ال بهره‌مند است، که در این پلتفرم، در کنار اجزای دیگر، میان این خودرو و خودروی سدان بزرگ ال‌اس ۵۰۰ مشترک است.

## تاریخچه

### توسعه
خودروی ال‌سی از سال ۲۰۱۱ تا ۲۰۱۶ تحت کد نام برنامهٔ «۹۵۰آ» توسعه یافت. نمونهٔ پیش‌نمایش این خودرو، مدل مفهومی ال‌اف-ال‌سی بود که در مرکز تحقیقات طراحی کالتی در نیوپورت بیچ، کالفرنیا طراحی شد. این مدل مفهومی در نمایشگاه خودروی دیترویت سال ۲۰۱۲ رونمایی شد. عملیات طراحی بعداً و در ژانویه ۲۰۱۳ از کالتی به مرکز فنی تویوتا در آیچی، ژاپن منتقل شد و طراحی نهایی مدل تولیدی نیز در نیمهٔ نخست سال ۲۰۱۴ تثبیت شد.

### معرفی
چهار سال پس از معرفی مدل مفهومی، نمونهٔ تولیدی این خودرو با نام ال‌سی ۵۰۰ در ژانویه ۲۰۱۶ در همان نمایشگاه دیترویت رونمایی شد. موتور مورد استفاده در این خودرو یک موتور ۵٫۰ لیتری ۲یوآر-جی‌اس‌ئی وی۸ مشترک با مدل‌های آرسی اف و جی‌اس اف بوده و قدرت آن با کمی افزایش به ۴۷۱ اسب بخار (۳۵۱ کیلووات) رسیده‌است. نیروی این موتور بواسطهٔ یک جعبه‌دندهٔ خودکار ۱۰ سرعته به چرخ‌های عقب منتقل می‌شود.
یک مدل برقی دوگانه با نام ال‌سی ۵۰۰اچ نیز در فوریه ۲۰۱۶ در نمایشگاه خودروی ژنو رونمایی شد. این مدل نیروی خود را از یک موتور ۳٫۵ لیتری وی۶ ۸جی‌آر-اف‌ایکس‌اس، یک جعبه‌دندهٔ هایبرید و یک پک باتری لیتیم-یون می‌گیرد؛ توان خروجی ترکیبی این پیشرانهٔ هایبرید برابر با ۳۵۴ اسب بخار (۲۶۴ کیلووات) در دور موتور ۶٬۶۰۰ دور بر دقیقه، و گشتاور ترکیبی آن تقریباً معادل ۵۰۰ نیوتن متر (۳۶۹ پوند-فوت) در دور موتور ۳٬۰۰۰ دور بر دقیقه است. باتری این خودرو دارای توان ۴۴ کیلووات و انرژی ۱٫۱ کیلووات ساعت بوده و می‌تواند نیروی این خودرو را برای طی مسافت ۶ کیلومتر (۴ مایل) تأمین کند.

### تولید
خودروی ال‌سی در تأسیسات موتوماچی شرکت تویوتا، همان کارخانهٔ تولیدکنندهٔ مدل ال‌اف‌ای ساخته می‌شود. پیکربندی این کارخانه برای تولید مدل ال‌سی دستخوش تغییراتی شد که این تغییرات شامل رنگ‌آمیزی کامل فضای داخلی مجموعه به رنگ سفید نیز می‌شد. بسیاری از صنعت‌گران حرفه‌ای «تاکومی» که خودروی ال‌اف‌ای را می‌ساختند، به کار خود بر روی قسمت‌های مختلف ال‌سی از جمله قطعات فیبر کربنی، تودوزی چرمی و رنگ‌آمیزی بدنه نیز ادامه دادند. تولید سری این خودرو در مارس ۲۰۱۷ آغاز شد و ساخت نخستین نمونهٔ آن در ۲۳ آوریل ۲۰۱۷ تکمیل شد.

### خودروهای مفهومی
مدل ال‌سی کانورتیبل مفهومی بر پایهٔ خودروی ال‌سی طراحی شده‌است. این مدل به رینگ‌های چرخ ۲۲ اینچی مجهز است و تودوزی چرمی آن به رنگ سفید با دوخت‌های طلایی رنگ است. طراح ارشد ناظر بر طراحی این مدل تادائو موری بوده‌است. وزن این خودروی مفهومی از مدل کوپهٔ ال‌سی بیشتر است؛ از این رو از بیشینهٔ سرعت کمتری برخوردار بوده و به زمان بیشتری برای شتاب‌گیری نیاز دارد.

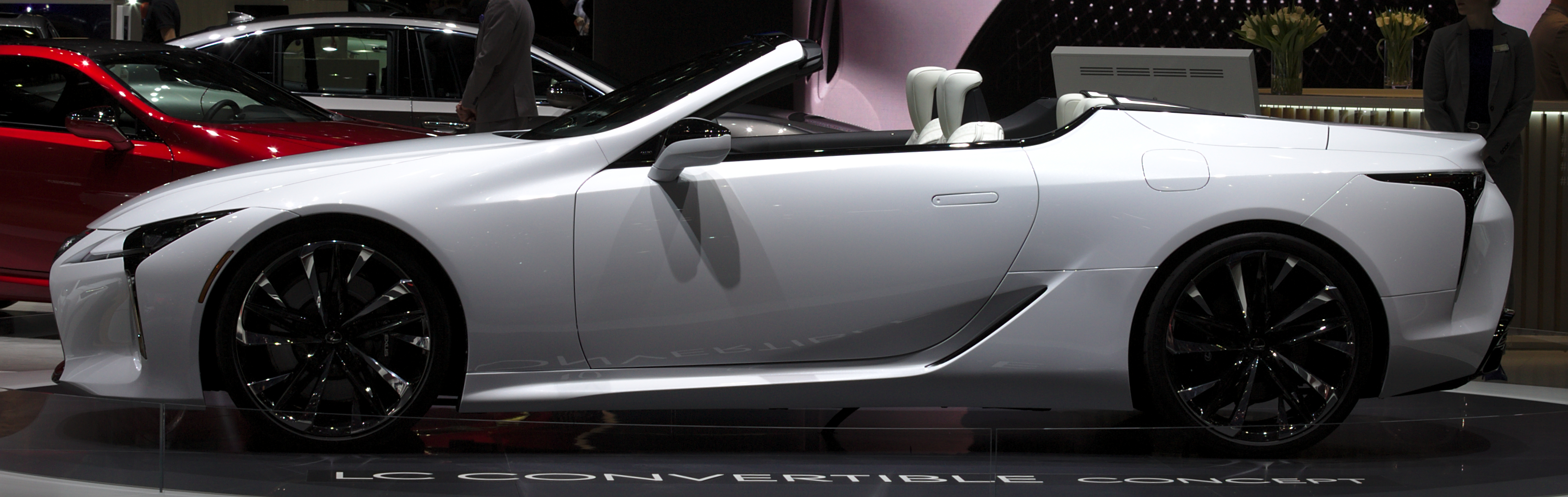
لکسوس ال‌سی کانورتیبل مفهومی نمایشگاه خودروی ژنو سال ۲۰۱۹

### مدل کروکی
ال‌سی ۵۰۰ کروکی، که بر اساس مدل مفهومی طراحی شده‌است، در ۲۰ نوامبر ۲۰۱۹ در نمایشگاه خودروی لس آنجلس رونمایی شد. سقف نرم چهار لایهٔ این خودرو می‌تواند در سرعت‌هایی تا ۵۰ کیلومتر بر ساعت (۳۰ مایل بر ساعت) باز یا بسته شود. سایر امکانات این خودرو عبارتند از دفع‌کنندهٔ باد شفاف از جنس پلی‌کربنات، گرم‌کننده‌های گردن و فناوری کنترل فعال صدا (ANC).

## طراحی
طراحی کلی مدل مفهومی اولیه در خودروی ال‌سی نیز ابقا شده‌است. این خودرو دارای نوعی از جلوپنجرهٔ «دوکی» یا «اسپیندل» یکپارچهٔ لکسوس با الگویی پرتحرک بهره‌مند است؛ مش‌های به‌شدت فشردهٔ در بالا، به شکل‌های الماسی پهن‌تر در پایین جلوپنجره تغییرشکل می‌دهند. با این حال، بر خلاف خودروهای دیگر در این سری، بخش بالایی جلوپنجرهٔ دوکی فاقد حاشیهٔ کرومی است. چراغ‌های جلوی کامپکت با سه پروژکتور از نوع ال‌ئی‌دی در یک برآمدگی کوچک میان سپر و چرخ‌ها قرار گرفته‌اند.

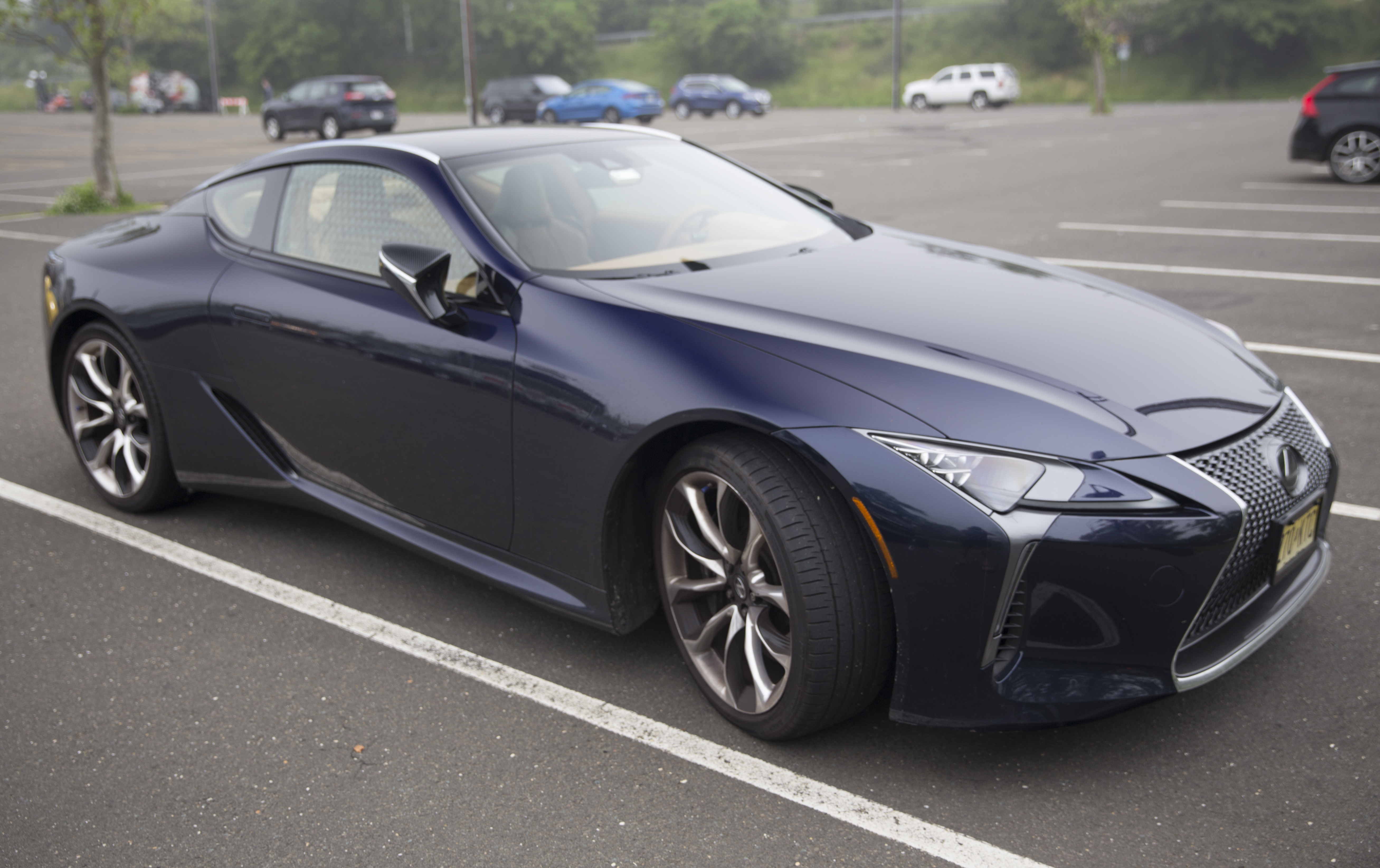
لکسوس ال‌سی ۵۰۰ (یوآرزد۱۰۰)
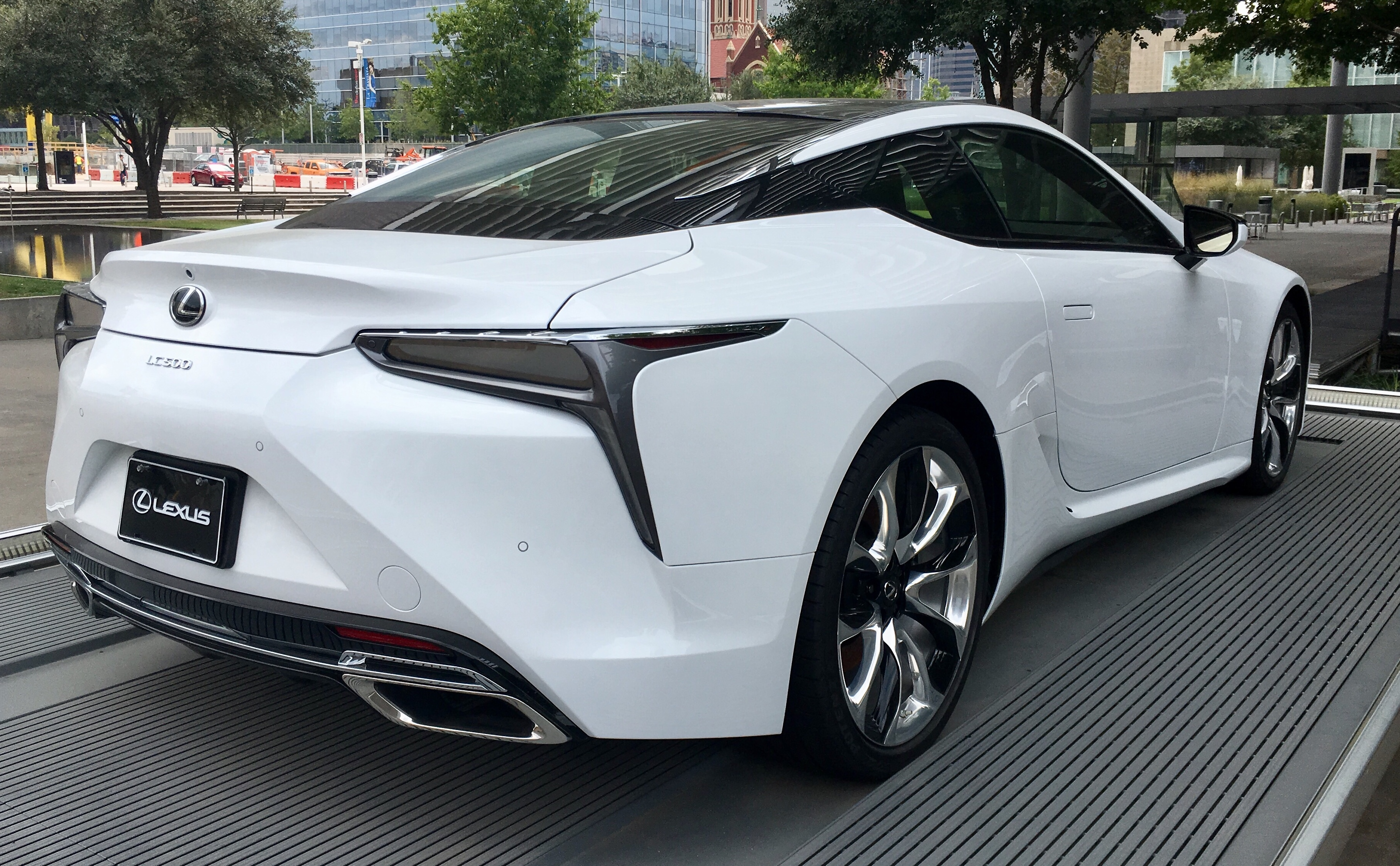
لکسوس ال‌سی ۵۰۰ (یوآرزد۱۰۰)
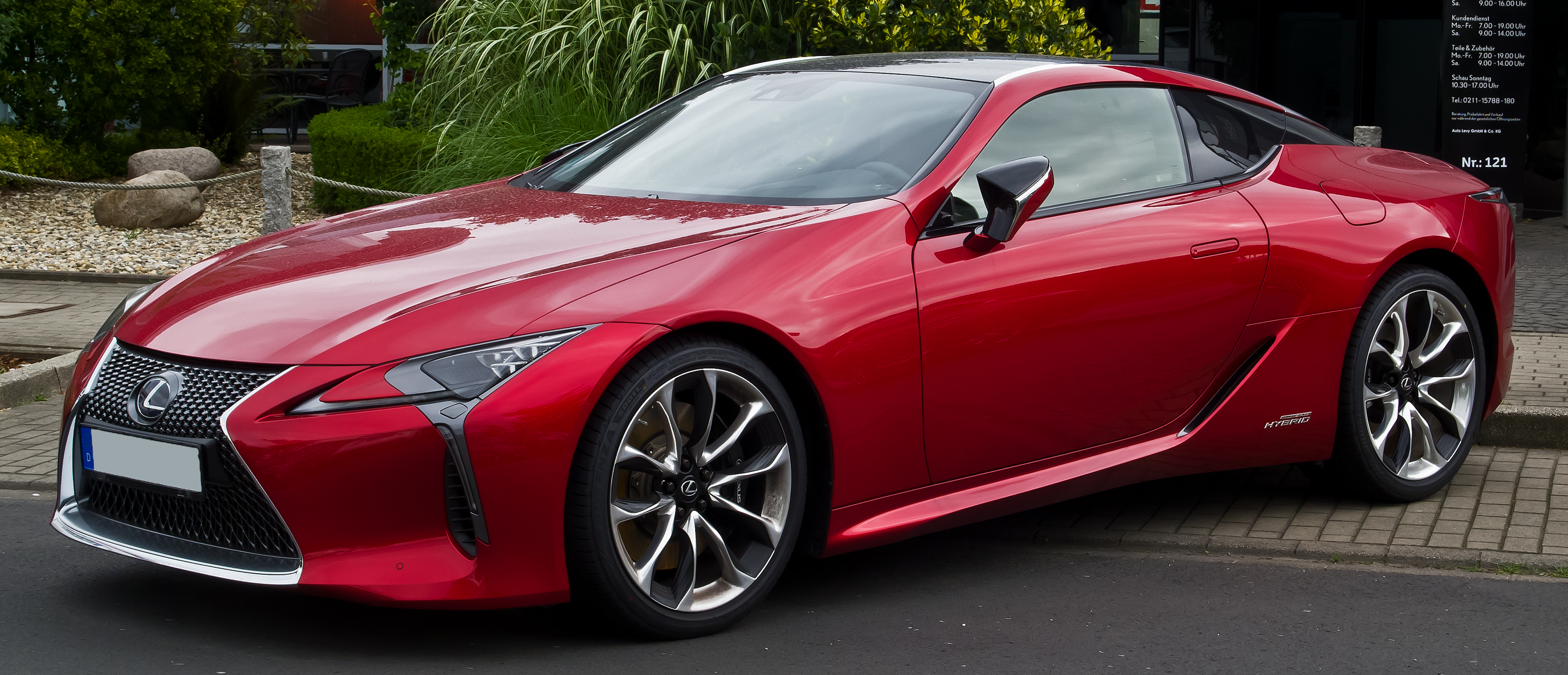
لکسوس ال‌سی ۵۰۰اچ (جی‌دبلیوزد۱۰۰)
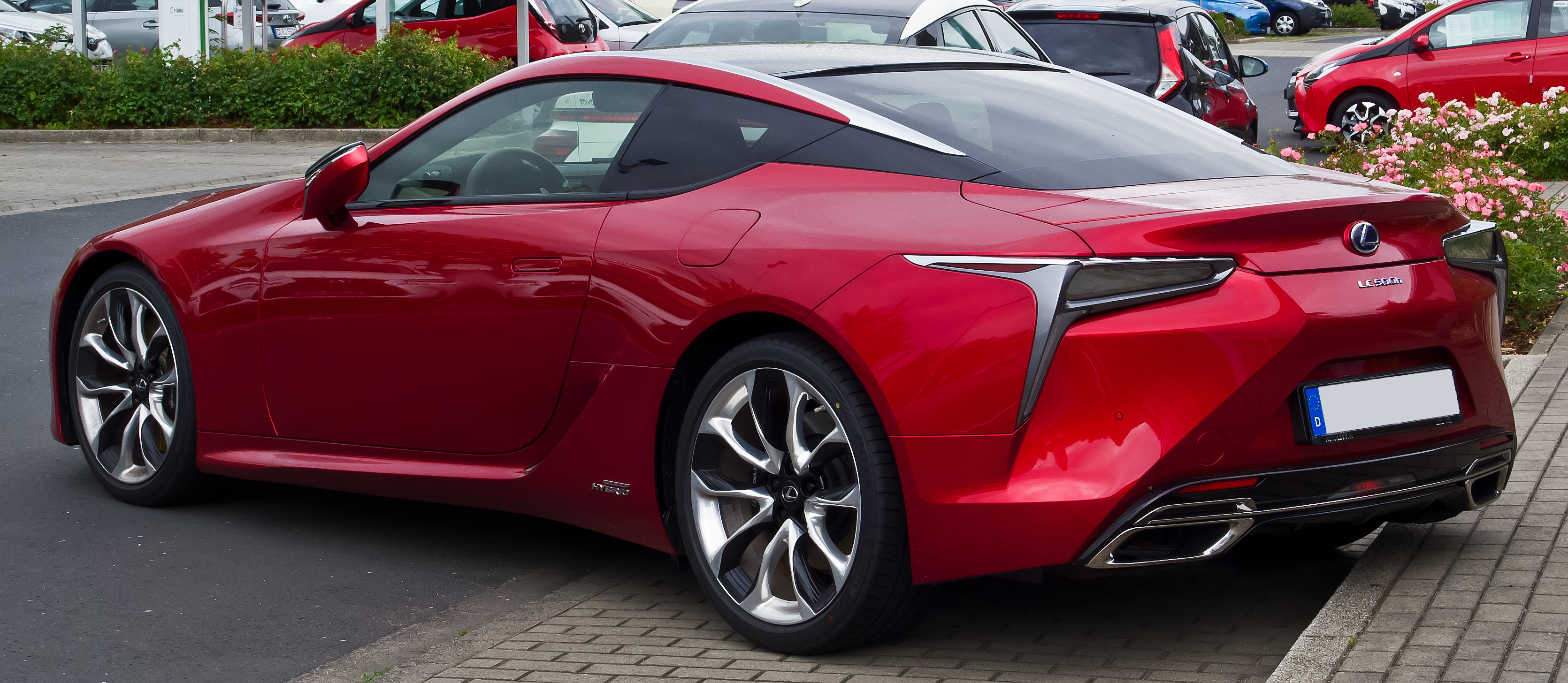
لکسوس ال‌سی ۵۰۰اچ (جی‌دبلیوزد۱۰۰)
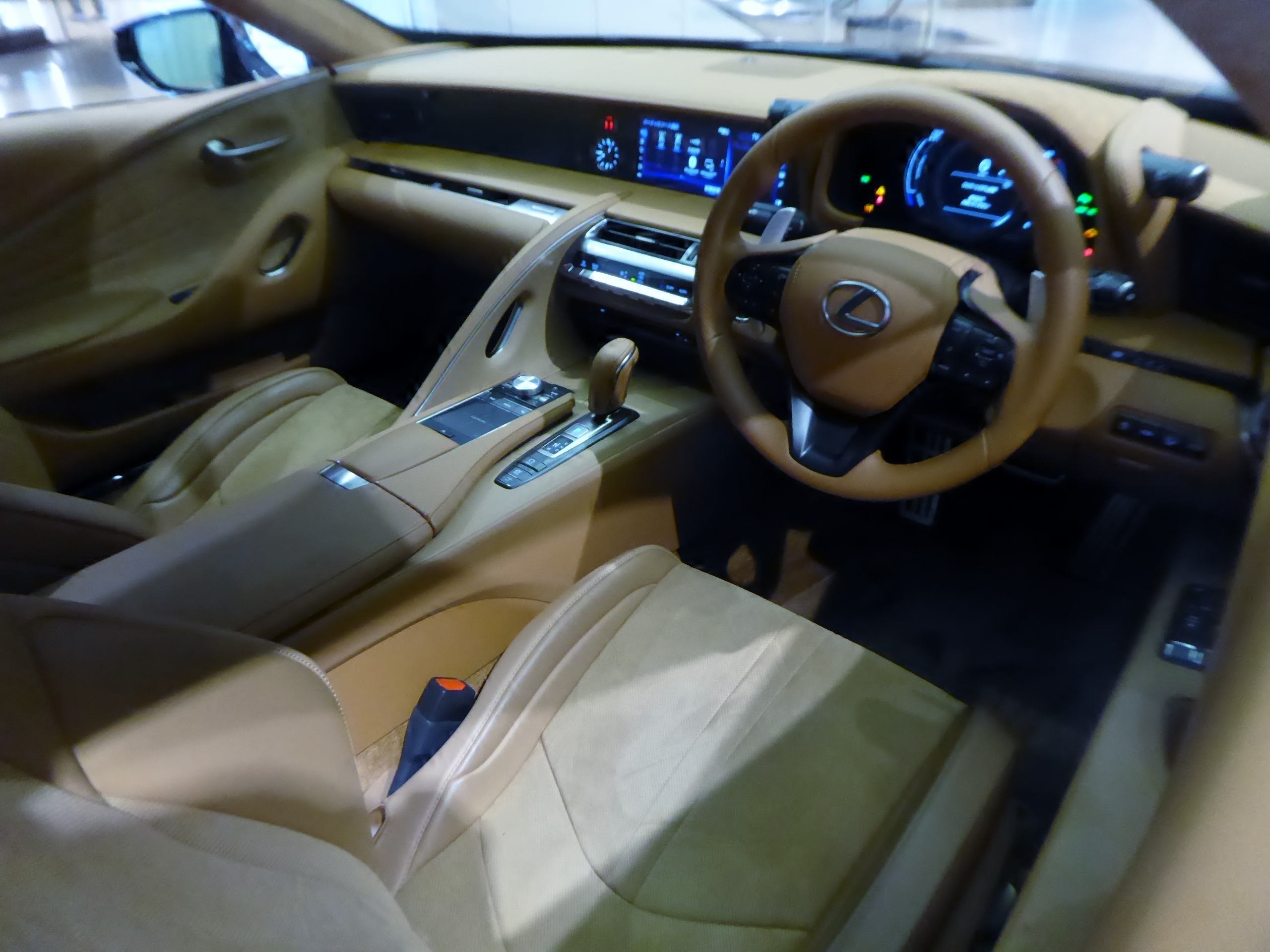
فضای داخلی

### شاسی
خودروی ال‌سی نخستین خودرویی است که از پلتفرم موتور جلو-محور عقب لکسوس با نام «ساختار جهانی – لوکس» (GA-L) بهره‌مند می‌شود. این پلتفرم از مواد مختلفی نظیر فولاد با استحکام بالا، آلومینیم و فیبر کربن تشکیل شده‌است. پلتفرم جی‌ای-ال به‌عنوان اساس ساخت مدل‌های محور عقب آینده شامل لکسوس ال‌اس ۵۰۰، که در ژانویه ۲۰۱۷ معرفی شد، مورد استفاده قرار خواهد گرفت. این پلتفرم جهت مهیا کردن جرم کلی کمتر، تقسیم وزن بهتر در جلو و عقب، و مرکز جرم پائین‌تر طراحی شده‌است. تایرهای پنچر-رو با هدف مرتفع بی‌نیاز کردن این خودرو از تایر زاپاس برای آن در نظر گرفته شده‌اند، و باتری خودرو نیز جهت بهبود تقسیم وزن به صندوق عقب منتقل شده‌است.
سیستم تعلیق ال‌سی از نوع تعلیق چند پیوندی دو اتصالی با بازوی بالایی از جنس آلومینیم پرداخت‌شده و محکم‌شده در دو نقطه است که باعث می‌شود تا تمامی تحرک‌ها توسط بازوی پایینی نیز انعکاس یابند. از آنجا که موقعیت قرارگیری سیستم تعلیق در نوع دو اتصالی پایین‌تر از انواع مرسوم تک اتصالی است، این نوع طراحی دو اتصالی منجر به کاهش ارتفاع لازم سیستم تعلیق شده‌است.

### پیشرانه

#### ال‌سی ۵۰۰
مدل ال‌سی ۵۰۰ به یک موتور ۵٫۰ لیتری وی۸ ۲یوآر-جی‌اس‌ئی مجهز است که درواقع نسخهٔ بروزرسانی‌شدهٔ موتور مورد استفاده در مدل‌های آرسی اف و جی‌اس اف است. این موتور از سیستم تزریق سوخت مستقیم و سوپاپی دی-۴اس، نحوه عملکرد چرخه اتکینسون و سامانهٔ وی‌وی‌تی-آی سود می‌برد. این موتور قادر به تولید ۴۷۱ اسب بخار (۳۵۱ کیلووات) نیرو در دور موتور ۷٬۱۰۰ دور بر دقیقه، و ۵۴۰ نیوتن متر (۳۹۸ پوند-فوت) گشتاور در دور موتور ۴٬۸۰۰ دور بر دقیقه بوده و با یک جعبه‌دندهٔ ۱۰ سرعتهٔ خودکار دایرکت شیفت جفت شده‌است.

#### ال‌سی ۵۰۰اچ
مدل ال‌سی ۵۰۰اچ از یک پیشرانهٔ هایبرید بهره‌مند است که با نام سیستم هایبرید چند مرحله‌ای لکسوس شناخته می‌شود. این مجموعه پیشرانه از یک موتور ۳٫۵ لیتری ۸جی‌آر-اف‌ایکس‌اس وی۶ با نیروی ۲۹۵ اسب بخار (۲۲۰ کیلووات) در ۶٬۶۰۰ دور بر دقیقه، و گشتاور ۳۵۶ نیوتن متر (۲۶۳ پوند-فوت) در ۵٬۱۰۰ دور بر دقیقه، به همراه دو موتور الکتریکی که مجموع توان و گشتاور آن‌ها به‌ترتیب برابر با ۱۷۷ اسب بخار (۱۳۲ کیلووات) و ۳۰۰ نیوتن متر (۲۲۱ پوند-فوت) است، تشکیل شده‌است. خروجی نیرو و گشتاور ترکیبی این سیستم پیشرانه به‌ترتیب معادل ۳۵۴ اسب بخار (۲۶۴ کیلووات) و ۵۰۰ نیوتن متر (۳۶۹ پوند-فوت) است.
موتور درون‌سوز و موتورهای الکتریکی با یک جعبه‌دندهٔ یکتا جفت شده‌اند که متشکل از یک جعبه‌دندهٔ خودکار چهار سرعتهٔ جاسازی شده در یک جعبه‌دنده متغیر پیوسته است. این جعبه‌دندهٔ «دوقلو» امکان دسترسی پلکانی به گشتاور تولید شده توسط موتور الکتریکی را فراهم کرده و عملکرد آن مشابه جعبه‌دندهٔ ۱۰ سرعتهٔ خودکار است.

## ورزش‌های موتوری

### سوپر جی‌تی
ال‌سی ۵۰۰ جی‌تی۵۰۰ یک خودروی مسابقه‌ای جی‌تی در مسابقات جی‌تی۵۰۰ است که جهت شرکت در مسابقات سوپر جی‌تی از سال ۲۰۱۷ به‌بعد، از مدل جاده‌ای ال‌سی ۵۰۰ مشتق شده‌است. این خودرو جایگزین مستقیمی برای خودروی مسابقه‌ای لکسوس آرسی اف جی‌تی۵۰۰ است که در فصل‌های ۲۰۱۴ تا ۲۰۱۶ در مسابقات سوپر جی‌تی شرکت کرد. ال‌سی ۵۰۰ جی‌تی۵۰۰ نخستین حضور خود در این سری مسابقات را در مسابقه ۳۰۰ کیلومتری اوکایاما جی‌تی ۲۰۱۷ تجربه کرد و تاکنون چندین بار در این مسابقات به پیروزی دست یافته‌است.

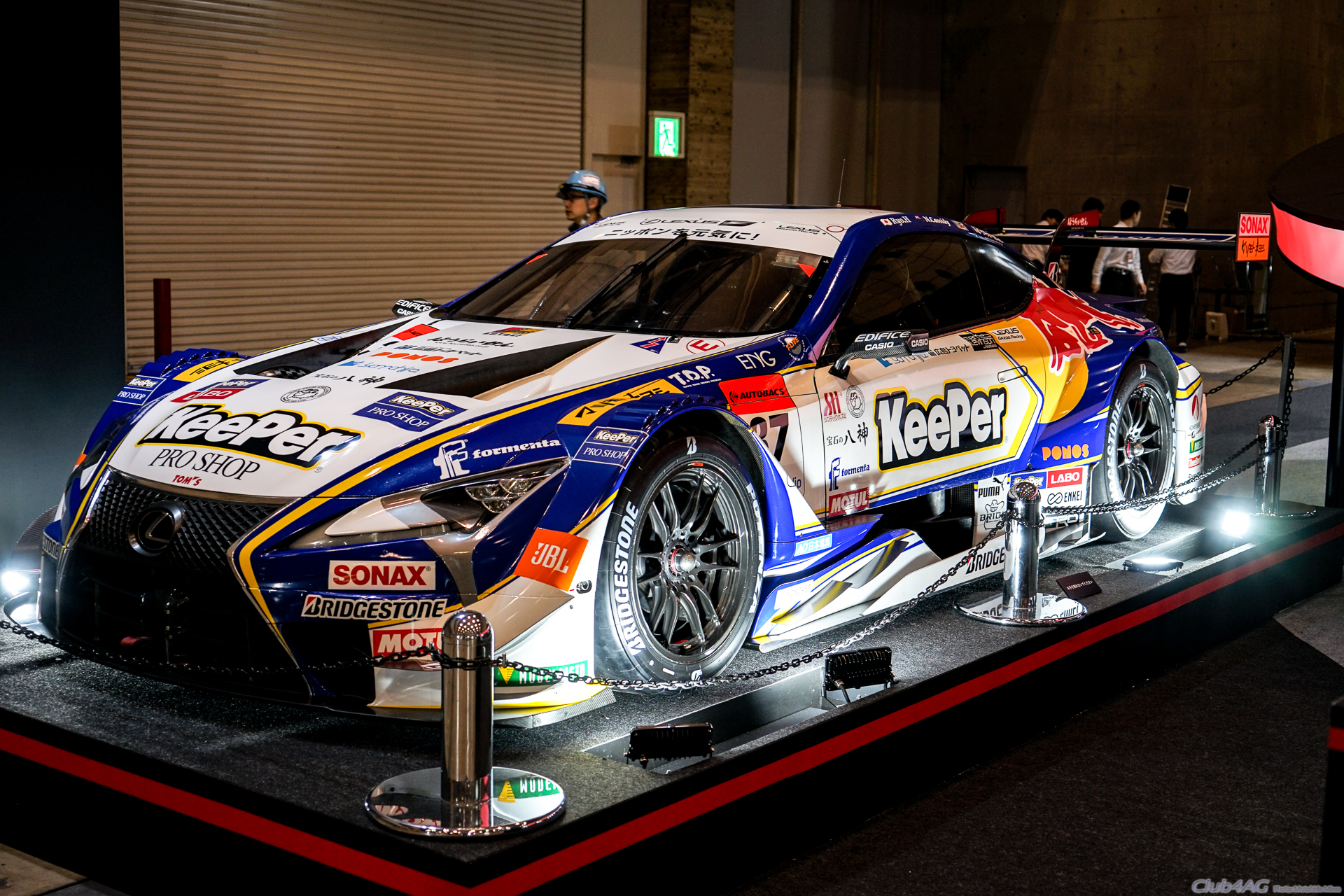
خودروی ال‌سی۵۰۰ پیروز در مسابقه کیپر تامز ۲۰۱۷
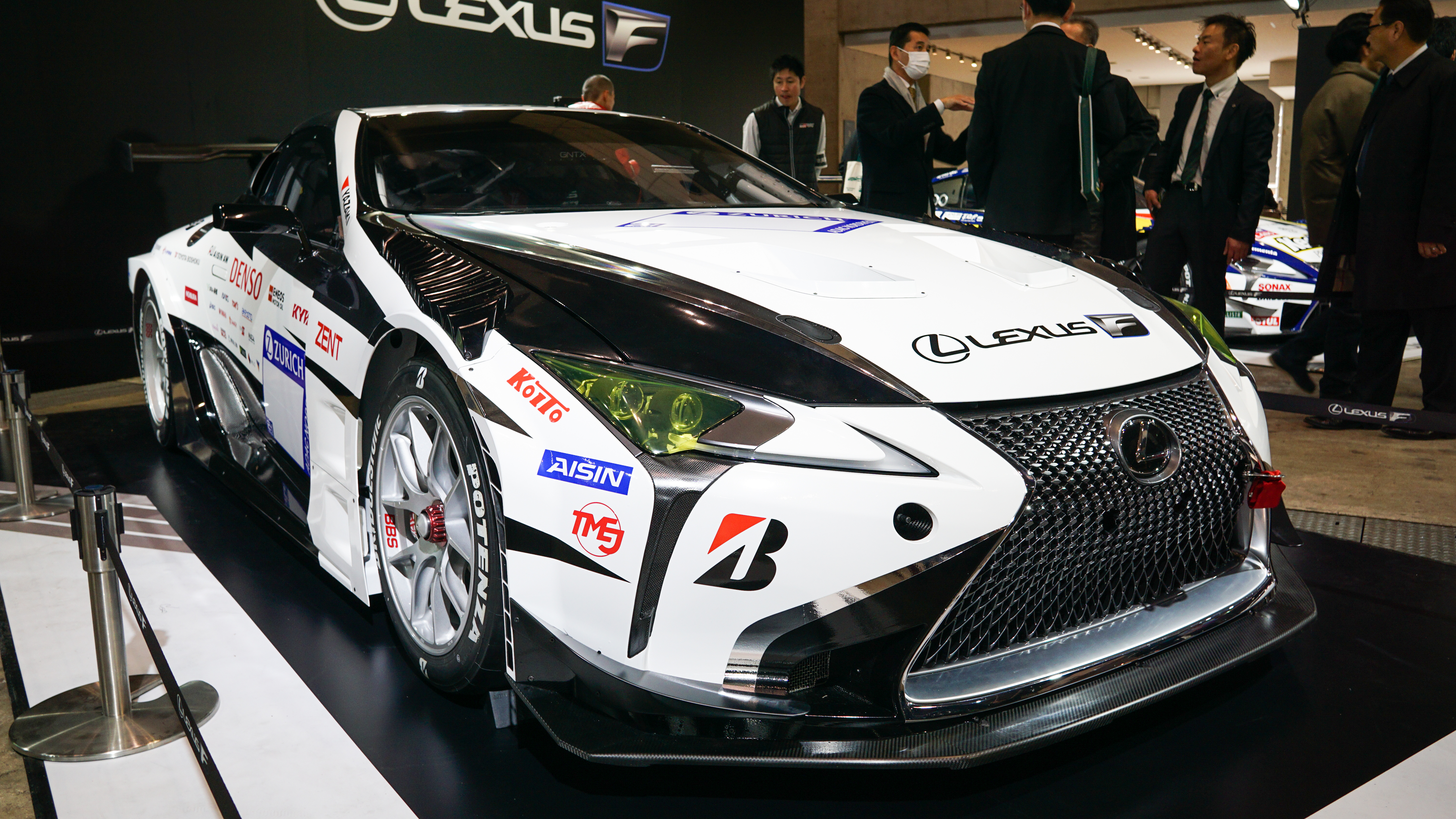
لکسوس ال‌سی اس‌پی-پرو در مسابقه ۲۴ ساعتهٔ نوربورگ‌رینگ ۲۰۱۸

## بازاریابی و فروش
شرکت لکسوس برای فیلم پلنگ سیاه محصول استودیوی مارول چند خودروی ال‌سی ۵۰۰ را جهت فیلمبرداری سکانس تعقیب و گریز در کره جنوبی در اختیار این استودیو قرار داد. علاوه بر این، لکسوس دو مدل ویژه از ال‌سی را با نام «نسخه‌های پلنگ سیاه» با یک تصویر از پلنگ سیاه بر روی درپوش موتور، نورپردازی زیر بدنه به رنگ آبی، رینگ‌های چرخ ۲۴ اینچی، و رنگ‌آمیزی آبی بدنه با خطوط ظریف تولید کرد.

## فروش
| سال تقویمی | اروپا | ایالات متحده |
| ---------- | ----- | ------------ |
| ۲۰۱۷       | ۵۴۸   | ۲٬۴۸۴        |
| ۲۰۱۸       | ۸۱۰   | ۱٬۹۷۹        |

آمار فروش در اروپا شامل خودروهای فروخته‌شده در کشورهای اتریش، استونی، بلژیک، جمهوری چک، دانمارک، فرانسه، فنلاند، قبرس، آلمان، بریتانیای کبیر، یونان، مجارستان، ایسلند، ایرلند، ایتالیا، لتونی، لیتوانی، لوکزامبورگ، هلند، نروژ، لهستان، پرتغال، رومانی، اسلواکی، اسلوونی، اسپانیا، سوئد و سوئیس می‌شود.